# 라젠드라 2세
라젠드라 2세(타밀어: இராசேந்திர ௨)는 11세기에 그의 형인 라자디라자 1세의 뒤를 이어 촐라 제국을 통치하던 촐라 황제이다. 그는 서찰루키아 국왕 소메슈바라 1세를 극적으로 뒤집은 그의 형과 함께 1052년에 그의 형이 죽은 후 코팜 전투에서의 역할로 가장 잘 기억된다.   그의 초기 치세 동안 촐라 원정대가 스리랑카로 파견되었는데, 그 과정에서 스리랑카 군대는 패주했고 그들의 왕인 폴론나루와 국왕 비자야바후 1세는 산 요새로 쫓겨났다. 그는 촐라 제국을 잘 유지하였으며, 그의 기록 문서에 따르면 촐라 제국은 그의 치세 동안 영토 손실을 겪지 않았다.